# Amory Lovins
Amory Bloch Lovins (* 13. listopadu 1947, Washington, D.C., USA) je americký experimentální fyzik, ředitel Rocky Mountain Institute a autor desítek knih s tématem životního prostředí.
Lovins je znám zejména jako průkopník a propagátor konceptu výroby a využití energie založené na úsporách, vysoké efektivitě, decentralizaci a obnovitelných zdrojích. V 90. letech 20. století založil Rocky Mountain Institute, kde experimentuje s technologie pro efektivní výrobu a využívání energie.

## Výběr z bibliografie
Lovins je autorem či spoluautorem 29 knih (2008). Mezi nejvýznamnější patří:
- 2005 - Winning the Oil Endgame: Innovation for Profit, Jobs and Security (ISBN 1-84407-194-4) Dostupná onlin (ve formátu PDF)
- 2003 - Small is Profitable: The Hidden Economic Benefits of Making Electrical Resources the Right Size (ISBN 1-881071-07-3)
- 2000 - Natural Capitalism: Creating the Next Industrial Revolution (ISBN 1-85383-763-6, v češtině vyšlo jako „Přírodní kapitalismus“)
- 1997 - Factor Four: Doubling Wealth - Halving Resource Use: A Report to the Club of Rome (ISBN 978-1-85383-407-3, v češtině vyšlo jako „Faktor čtyři“)
- 1996 - Reinventing Electric Utilities: Competition, Citizen Action, and Clean Power (ISBN 978-1-55963-455-7)
- 1991 - Consumer Guide to Home Energy Savings (ISBN 978-0-918249-09-8)